# Kim Ki-duk
Kim Ki-duk, född 20 december 1960 i Bonghwa i Sydkorea, död 11 december 2020 i Riga, Lettland, var en sydkoreansk filmregissör och manusförfattare.

## Biografi
Kim Ki-duk hade före sitt genombrott som regissör ingen filmutbildning alls utan endast studerat konst i Paris mellan 1990 och 1993. Han var dock filmintresserad och började skriva manus. Hans talang upptäcktes när han 1995 vann förstapriset i en manusförfattartävling. Han regisserade sin första film året därpå, Crocodile, som blev prisad av koreanska kritiker.
Kim Ki-duk avled 2020, 59 år gammal, i sviterna av covid-19.

## Filmregi i urval
- 1996 – Crocodile
- 1997 – Wild Animals
- 1998 – Birdcage Inn
- 2000 – Isle – Fruktans ö
- 2000 – Real Fiction
- 2001 – Okänd adress
- 2001 – Bad Guy
- 2002 – Coast Guard
- 2003 – Livets hjul
- 2004 – Samaritan Girl
- 2004 – Järn 3:an
- 2005 – The Bow
- 2006 – Time
- 2007 – Breath
- 2008 – Dream
- 2011 – Arirang
- 2011 – Amen
- 2012 – Pietà
- 2016 – The Net